# Panama az 1964. évi nyári olimpiai játékokon
Panama a japán Tokióban megrendezett 1964. évi nyári olimpiai játékok egyik részt vevő nemzete volt. Az országot az olimpián 5 sportágban 10 sportoló képviselte, akik érmet nem szereztek.

## Atlétika
Női
| Versenyző                                                         | Versenyszám     | Előfutam | Előfutam | Előfutam | Negyeddöntő | Negyeddöntő | Negyeddöntő | Elődöntő | Elődöntő | Elődöntő | Döntő   | Döntő    |
| Versenyző                                                         | Versenyszám     | Idő      | Hely.    | Össz.    | Idő         | Hely.       | Össz.       | Idő      | Hely.    | Össz.    | Idő     | Helyezés |
| ----------------------------------------------------------------- | --------------- | -------- | -------- | -------- | ----------- | ----------- | ----------- | -------- | -------- | -------- | ------- | -------- |
| Marcela Daniel                                                    | 100 m           | 12,60    | 6.       | 39.*     | kiesett     | kiesett     | kiesett     | kiesett  | kiesett  | kiesett  | kiesett | kiesett  |
| Marcela Daniel                                                    | 200 m           | 26,6     | 7.       | 33.      |             |             |             | kiesett  | kiesett  | kiesett  | kiesett | kiesett  |
| Delceita Oakley                                                   | 200 m           | 26,2     | 6.       | 31.      |             |             |             | kiesett  | kiesett  | kiesett  | kiesett | kiesett  |
| Delceita Oakley                                                   | 100 m           | 12,38    | 7.       | 38.      | kiesett     | kiesett     | kiesett     | kiesett  | kiesett  | kiesett  | kiesett | kiesett  |
| Lorraine Dunn                                                     | 80 m gát        | 11,53    | 5.       | 23.      |             |             |             | kiesett  | kiesett  | kiesett  | kiesett | kiesett  |
| Delceita Oakley Lorraine Dunn Jean Holmes-Mitchell Marcela Daniel | 4 × 100 m váltó | 47,6     | 6.       | 12.      |             |             |             |          |          |          | kiesett | kiesett  |

* - egy másik versenyzővel azonos időt ért el

## Birkózás
Szabadfogású
| Versenyző        | Versenyszám | 1. forduló                      | 2. forduló                        | 3. forduló                    | 4. forduló        | 5. forduló        | Döntő             | Helyezés    |
| Versenyző        | Versenyszám | Ellenfél Eredmény               | Ellenfél Eredmény                 | Ellenfél Eredmény             | Ellenfél Eredmény | Ellenfél Eredmény | Ellenfél Eredmény | Helyezés    |
| ---------------- | ----------- | ------------------------------- | --------------------------------- | ----------------------------- | ----------------- | ----------------- | ----------------- | ----------- |
| Eduardo Campbell | 52 kg       | César del Rio (MEX) · kétvállas | Csang Csang-Szun (KOR) · 3-1      | André Zoete (FRA) · kétvállas | kiesett           | kiesett           | kiesett           | helyezetlen |
| Alfonso González | 87 kg       | Muhammad Faiz (PAK) · kétvállas | Hasan Güngör (TUR) · kétvállas    | kiesett                       | kiesett           | kiesett           | kiesett           | helyezetlen |
| Sión Cóhen       | 97 kg       | Hugh Williams (AUS) · 3-1       | Szaid Musztafov (BUL) · kétvállas | kiesett                       | kiesett           | kiesett           | kiesett           | helyezetlen |

## Cselgáncs
| Versenyző      | Versenyszám | Csoportkör                                                             | Csoportkör | Negyeddöntő       | Elődöntő          | Döntő             | Helyezés |
| Versenyző      | Versenyszám | Ellenfél Eredmény                                                      | Hely.      | Ellenfél Eredmény | Ellenfél Eredmény | Ellenfél Eredmény | Helyezés |
| -------------- | ----------- | ---------------------------------------------------------------------- | ---------- | ----------------- | ----------------- | ----------------- | -------- |
| Aurelio Chu Yi | Könnyűsúly  | 6. csoport · Eric Hänni (SUI) · V · Stefano Gamba (ITA) · visszalépett | 2.         | kiesett           | kiesett           | kiesett           | 9.       |

## Ökölvívás
| Versenyző      | Versenyszám | 32-es főtábla               | Nyolcaddöntő      | Negyeddöntő       | Elődöntő          | Döntő             | Helyezés |
| Versenyző      | Versenyszám | Ellenfél Eredmény           | Ellenfél Eredmény | Ellenfél Eredmény | Ellenfél Eredmény | Ellenfél Eredmény | Helyezés |
| -------------- | ----------- | --------------------------- | ----------------- | ----------------- | ----------------- | ----------------- | -------- |
| Alfonso Frazer | Pehelysúly  | Philip Waruinge (KEN) · RSC | kiesett           | kiesett           | kiesett           | kiesett           | 17.      |

## Súlyemelés
| Versenyző     | Versenyszám | Nyomás   | Nyomás   | Szakítás | Szakítás | Lökés    | Lökés    | Összesen | Helyezés |
| Versenyző     | Versenyszám | Eredmény | Helyezés | Eredmény | Helyezés | Eredmény | Helyezés | Összesen | Helyezés |
| ------------- | ----------- | -------- | -------- | -------- | -------- | -------- | -------- | -------- | -------- |
| Ildefonso Lee | 60 kg       | 105,0    | 12.      | 102,5    | 9.       | 132,5    | 9.       | 340,0    | 9.       |